# المغراقة (قرية)
قرية المغراقة تقع جنوبي محافظة غزة يحدها من الشمال مدينة غزة ومن الجنوب وادي غزة، ومن الشرق شارع صلاح الدين ومن الغرب محررة نيتساريم ومدينة الزهراء. تبلغ مساحتها 3,2 كم2، مقسمة بين مناطق زراعية تشكل ما نسبته 62,8% (وهي في انحسار، حيث بدأ الغزو السكاني للقرية يتصاعد بكثافة في الآونة الأخيرة)، ومناطق سكنية تشكل ما نسبته 17,5%، والباقي موزع ما بين مناطق صناعية خفيفة بنسبة 1,2%، وطرق بنسبة 11,6%، ومناطق تجارية بنسبة 1,9%.
وتفتقر المغراقة إلى العديد من الخدمات التعليمية والاجتماعية والمجتمعية، حيث يتوجه السكان إلى النصيرات والبريج والزهراء لتلقي التعليم؛ إذ لا يوجد بها مدارس، كما أنها تفتقر للمرافق العامة كالأسواق والمتنزهات والمراكز الثقافية، ولا يوجد بها سوى مستوصف صغير لا يفي باحتياجات سكان المنطقة، وتعتبر الزراعة عنصراً هاماً في حياة المواطنين ومصدر تشغيل رئيسي للأيدي العاملة في القرية وهي تتنوع بين أشجار الحمضيات والخضروات الموسمية والبقوليات، فيما تتوزع باقي العمالة فيها في مجالات متعددة داخل القرية وخارجها من صناعة وتجارة وعمالة خارجية ووظائف عامة.

## سبب التسمية
تم تسمية قرية المغراقة بهذا الاسم؛ لأن مياة الأمطار كانت تتجمع فيها من كل المناطق نتيجة لوجود وادي غزة بجوارها، مما يتسبب بغرق المنطقة في كثير من الأوقات.

## السكان والخدمات
بلغ عدد سكانها عام 2010م حوالي 7039 نسمة, نشأت فيها بلدية تقوم على خدماتها عام 1996م.
لقد أصبحت هناك مدرسة ابتدائية في شمال المغراقة .
هناك العديد من الاصلاحات القائمة على الطرق الرئيسية في المغراقة .